# تارمو کروسیمائه
تارمو کروسیمائه (انگلیسی: Tarmo Kruusimäe؛ زادهٔ ۹ آوریل ۱۹۶۷) موسیقی‌دان، سیاستمدار و نماینده مجلس اهل استونی است.